# Basilique Notre-Dame de Genève
 (mars 2023).
Si vous disposez d'ouvrages ou d'articles de référence ou si vous connaissez des sites web de qualité traitant du thème abordé ici, merci de compléter l'article en donnant les références utiles à sa vérifiabilité et en les liant à la section « Notes et références ».
Pour les articles homonymes, voir Notre-Dame.
La basilique Notre-Dame de Genève est le principal lieu de culte catholique de Genève, l'ancienne cathédrale Saint-Pierre étant devenue temple protestant. L'édifice a le statut de basilique mineure depuis 1954.
La basilique est dédiée à la Vierge Marie, qui y est représentée par une statue offerte par le pape Pie IX. C'est aussi une halte pour les pèlerins se rendant à Saint-Jacques-de-Compostelle : la basilique marque en quelque sorte la fin de la via Jacobi qui part depuis Rorschach et finit à Genève, et le début de la via Gebennensis, qui se prolonge à partir du Puy-en-Velay par la via Podiensis.

## Notre-Dame de Genève
La statue blanche de la Vierge Marie, de C. Forzani, offerte aux catholiques de Genève par le pape Pie IX, a reçu les honneurs du « couronnement », en 1937. Elle se trouve dans la chapelle centrale du déambulatoire. 

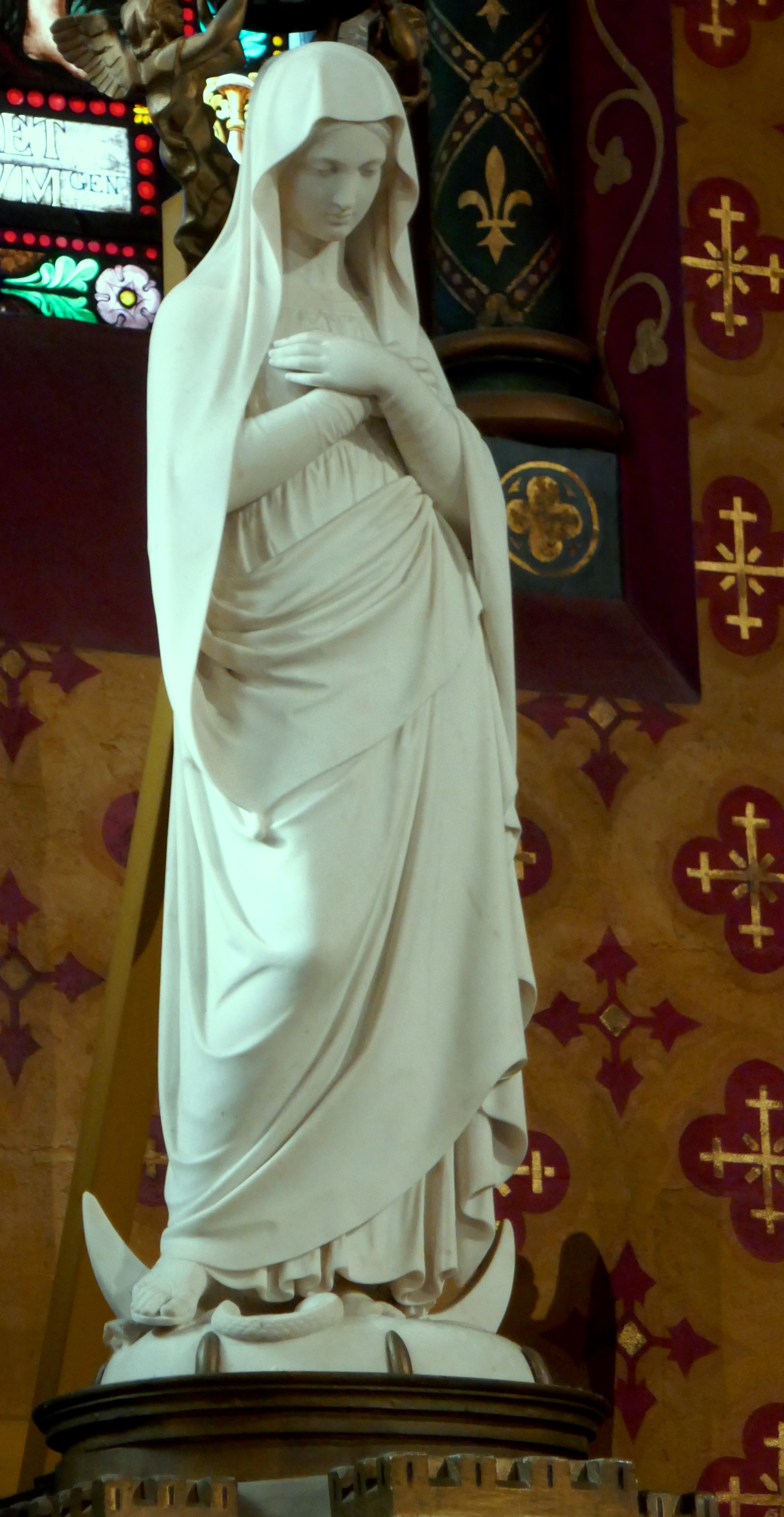
Vierge Marie blanche
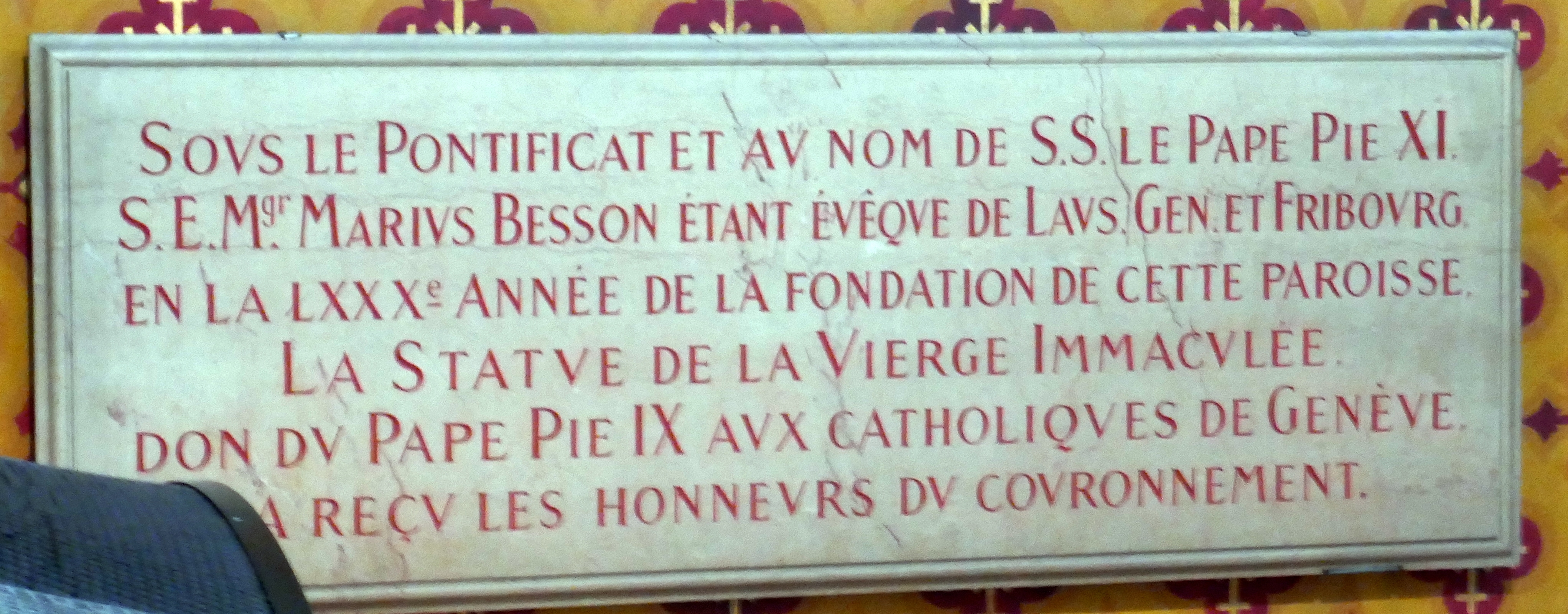
Plaque, don de Pie IX

La devise de Notre-Dame de Genève est (en latin) : Nuntia Pacis (« Messagère de paix »). 

## Histoire
L'église Notre-Dame a été construite selon le dessin d'Alexandre Grigny entre 1852 et 1857 sur l'emplacement d'un ancien bastion des fortifications. Cet édifice néo-gothique, en partie inspiré de Notre-Dame de Bonsecours et de Saint-Nicolas de Nantes entre autres, put sortir de terre grâce à la ville de Genève, qui avait cédé des terrains aux communautés religieuses afin qu'elles y construisent des lieux de culte, et grâce aux dons et au travail manuel apporté par les catholiques genevois. 
La dédicace est célébrée le 4 octobre 1857. L'abbé Gaspard Mermillod, futur vicaire épiscopal de Genève puis cardinal, prononce le sermon. Il sera plus tard expulsé de Suisse par le gouvernement. Le 8 septembre 1859, le bâtiment est consacré par Étienne Marilley, évêque du diocèse. 
Après l'arrivée au pouvoir d'un gouvernement anticlérical, Notre-Dame est occupée le 5 juin 1875 et fermée. Cette occupation s'accompagne d'une manifestation hostile aux catholiques romains et d'autres troubles. L'attachement des catholiques pour ce sanctuaire n'en devient que plus grand. Notre-Dame est rachetée par l'Église catholique en 1911-1912.
Le 5 décembre 1954, François Charrière, évêque diocésain, prononce au nom du pape Pie XII l'élévation du sanctuaire au rang de « basilique mineure ».

## Patrimoine
Les objets d'art les plus anciens de la basilique remontent à l'époque précédant immédiatement la réforme protestante : 
- un flambeau, orné de peinture, appartenant au monastère des Clarisses supprimé lors de la Réforme protestante
- un panneau de bois sculpté portant en bas-relief une image de la Vierge, mutilée à coups de hache par des partisans de la Réforme en 1535.

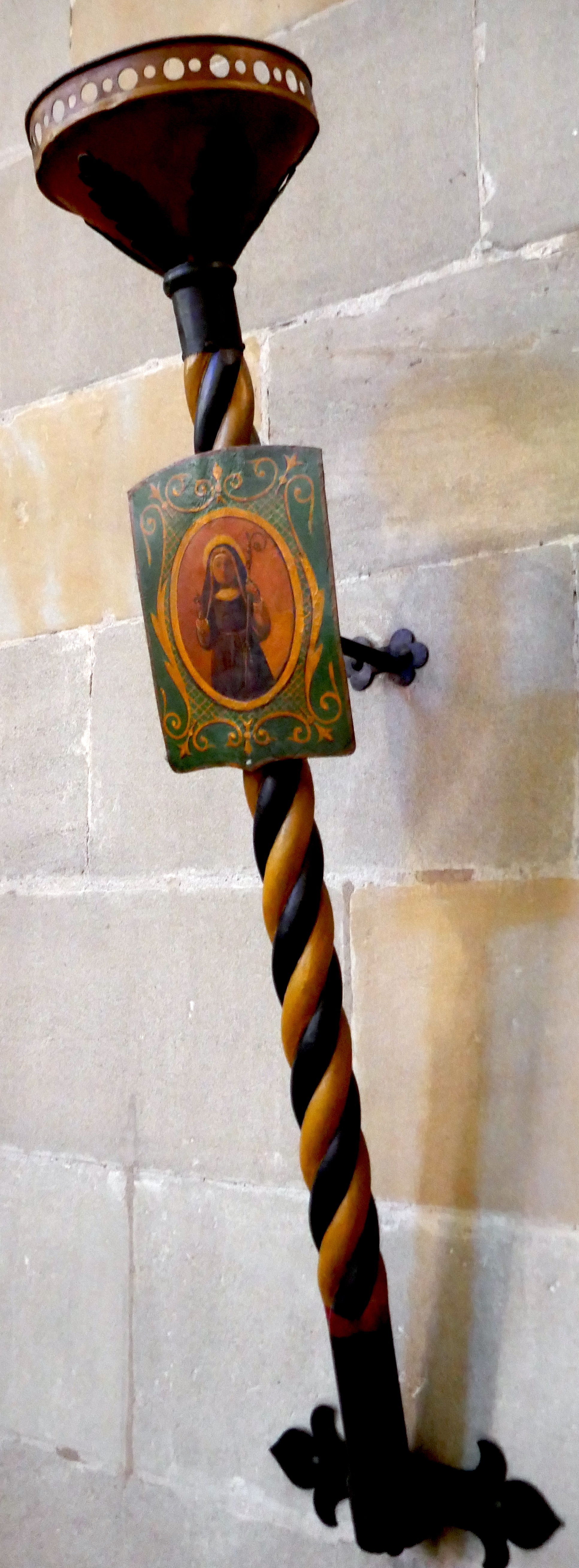
Flambeau
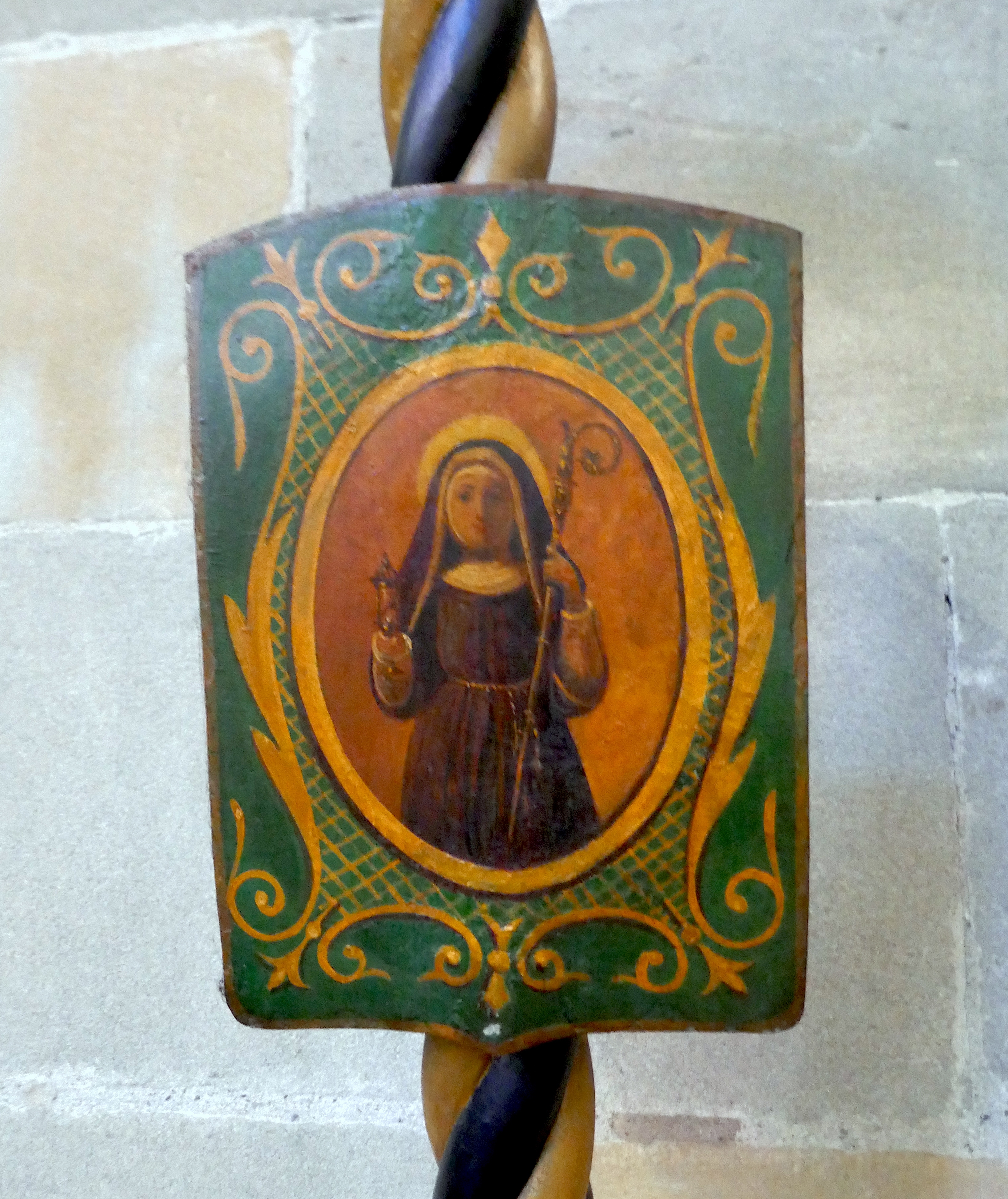
Flambeau, détail
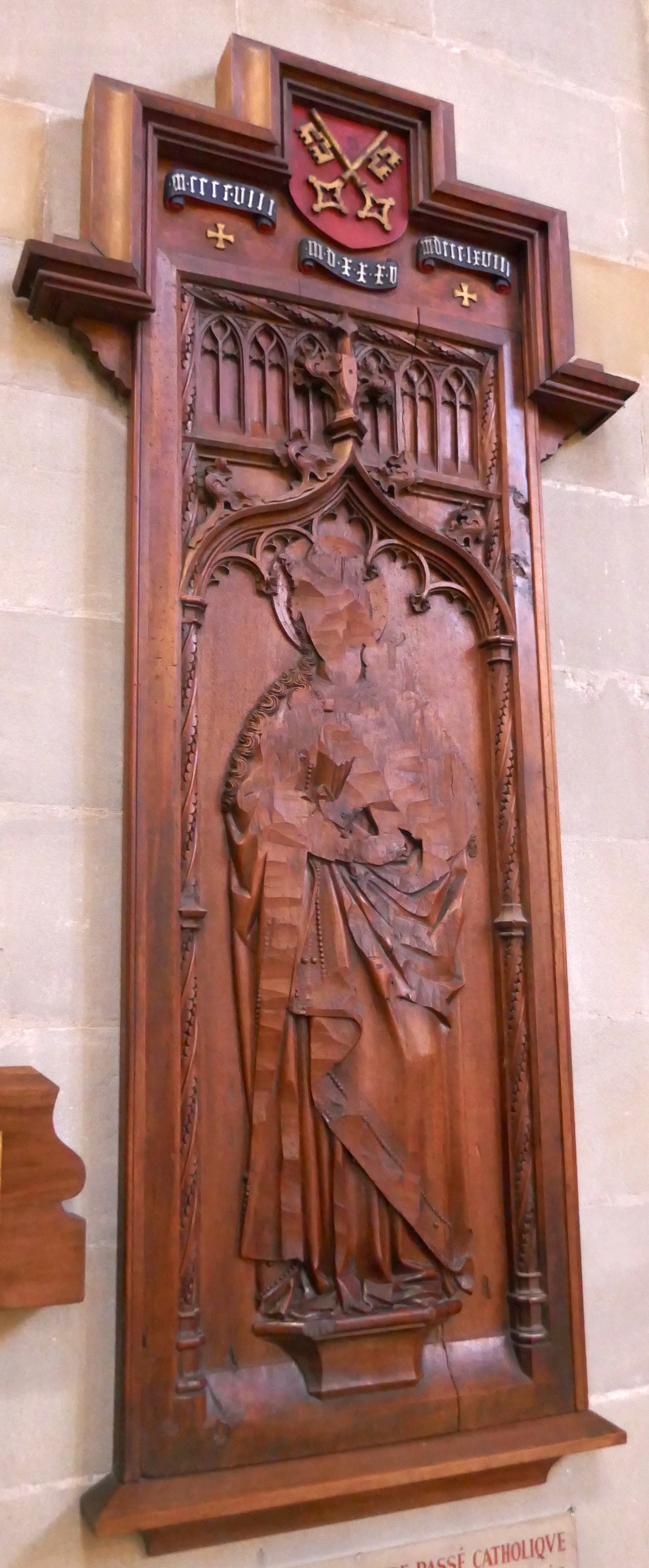
Bas-relief vandalisé
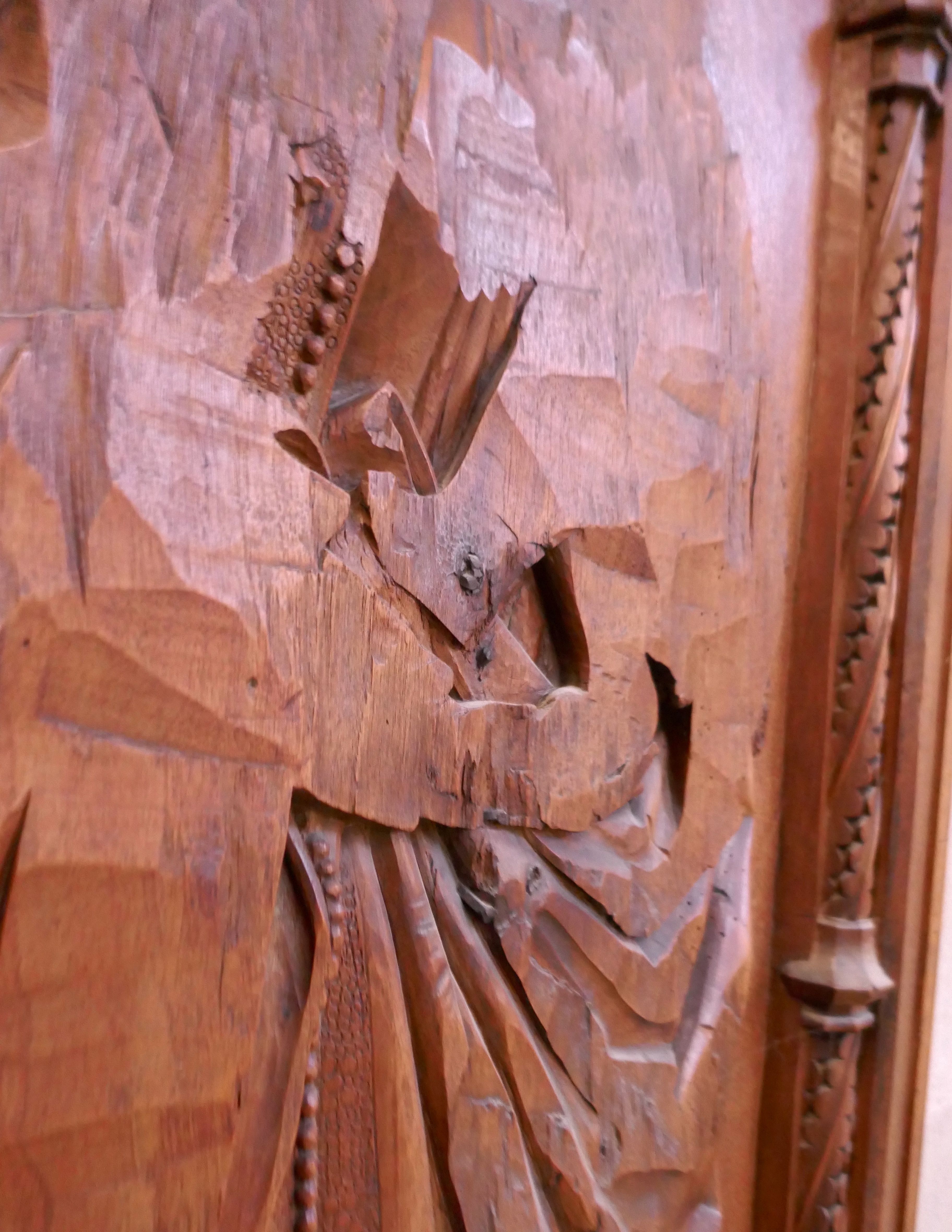
Bas-relief vandalisé

D'autres œuvres ou objets d'art sont le moyen du culte : la statue de Notre-Dame de Genève, le tabernacle et le mobilier liturgique sculpté (autel, ambon, bénitiers), Saint Antoine de Padoue par François Baud, décors de Jérem et Joseph Falquet. 

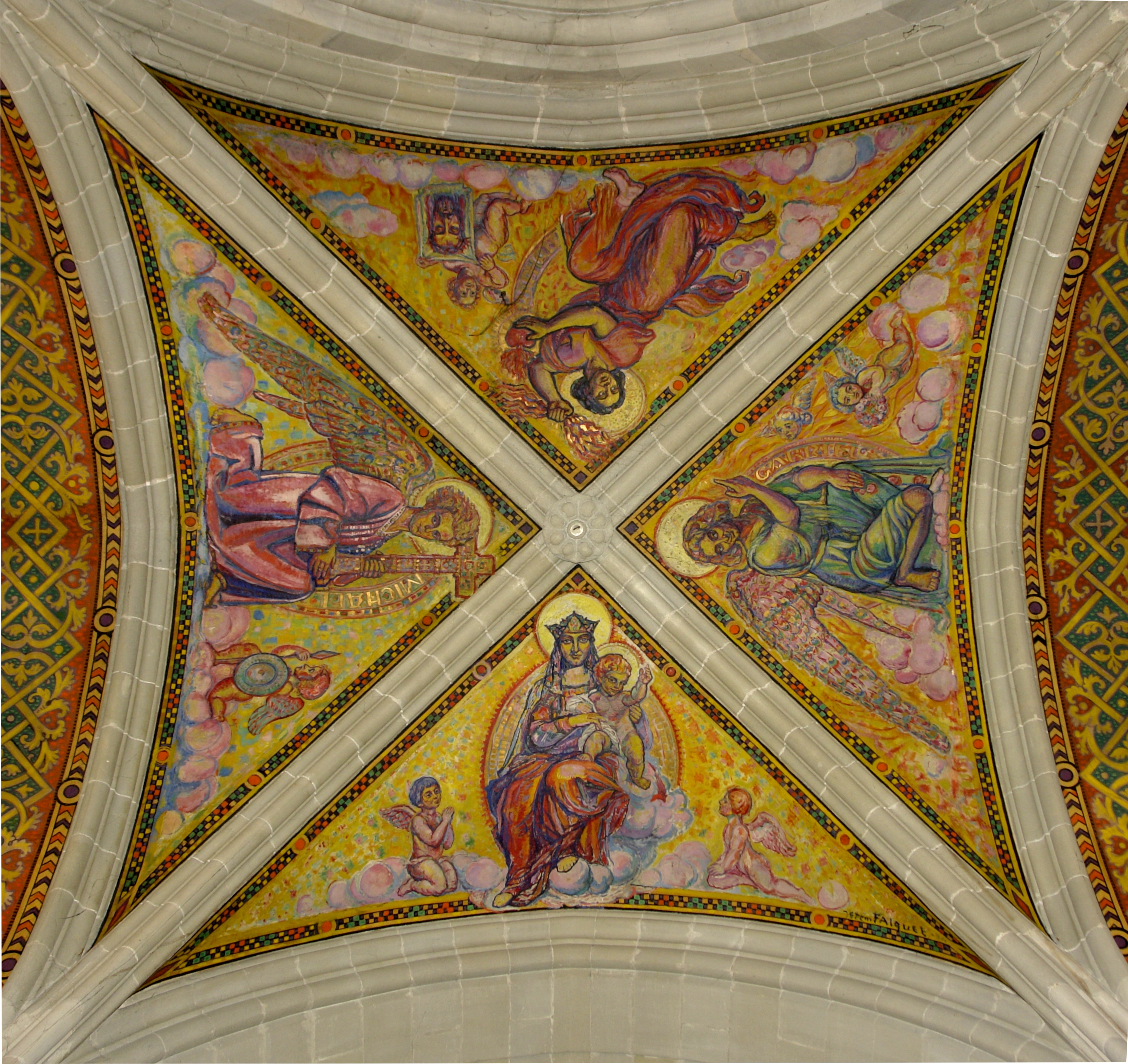
Plafond de l'entrée
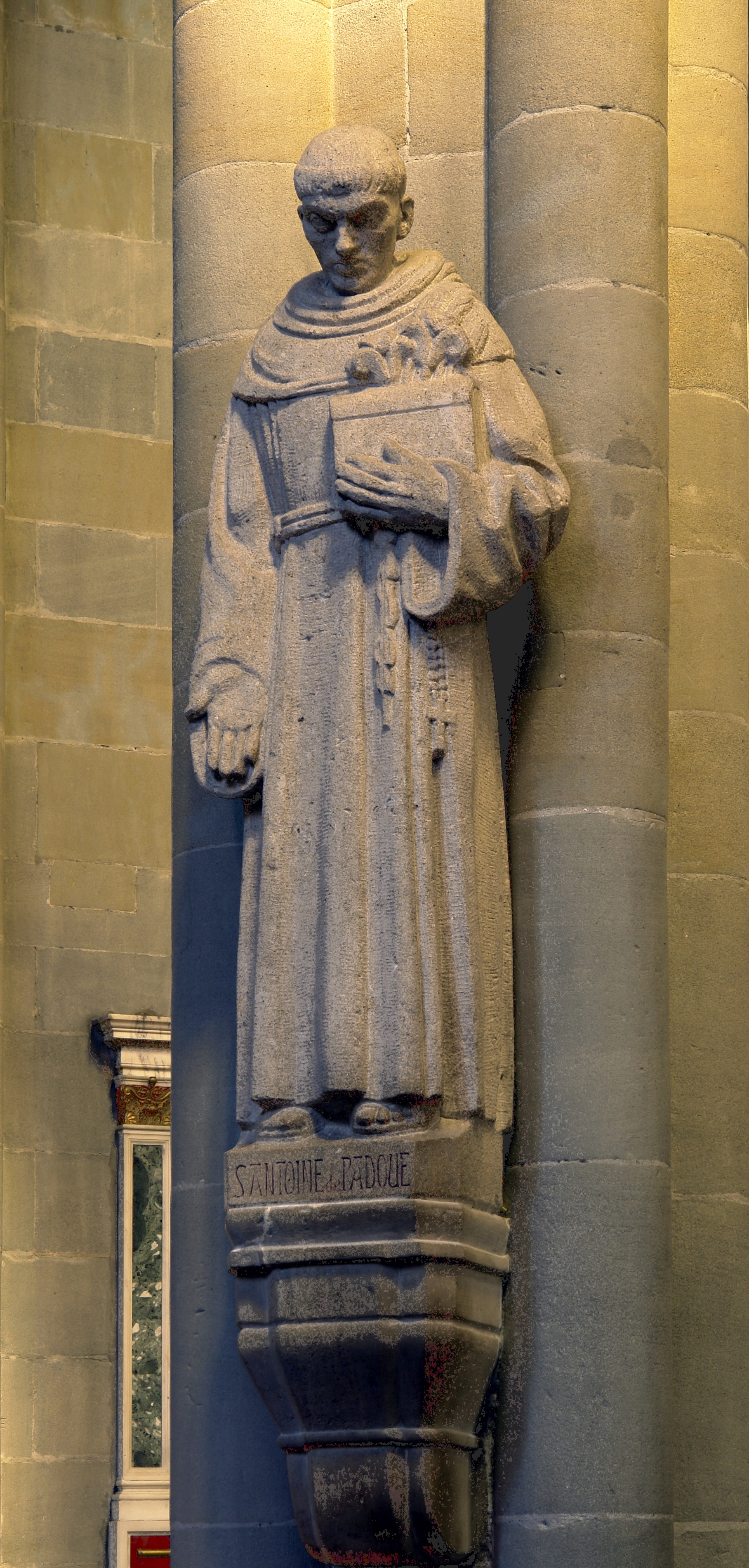
Saint-Antoine de Padoue
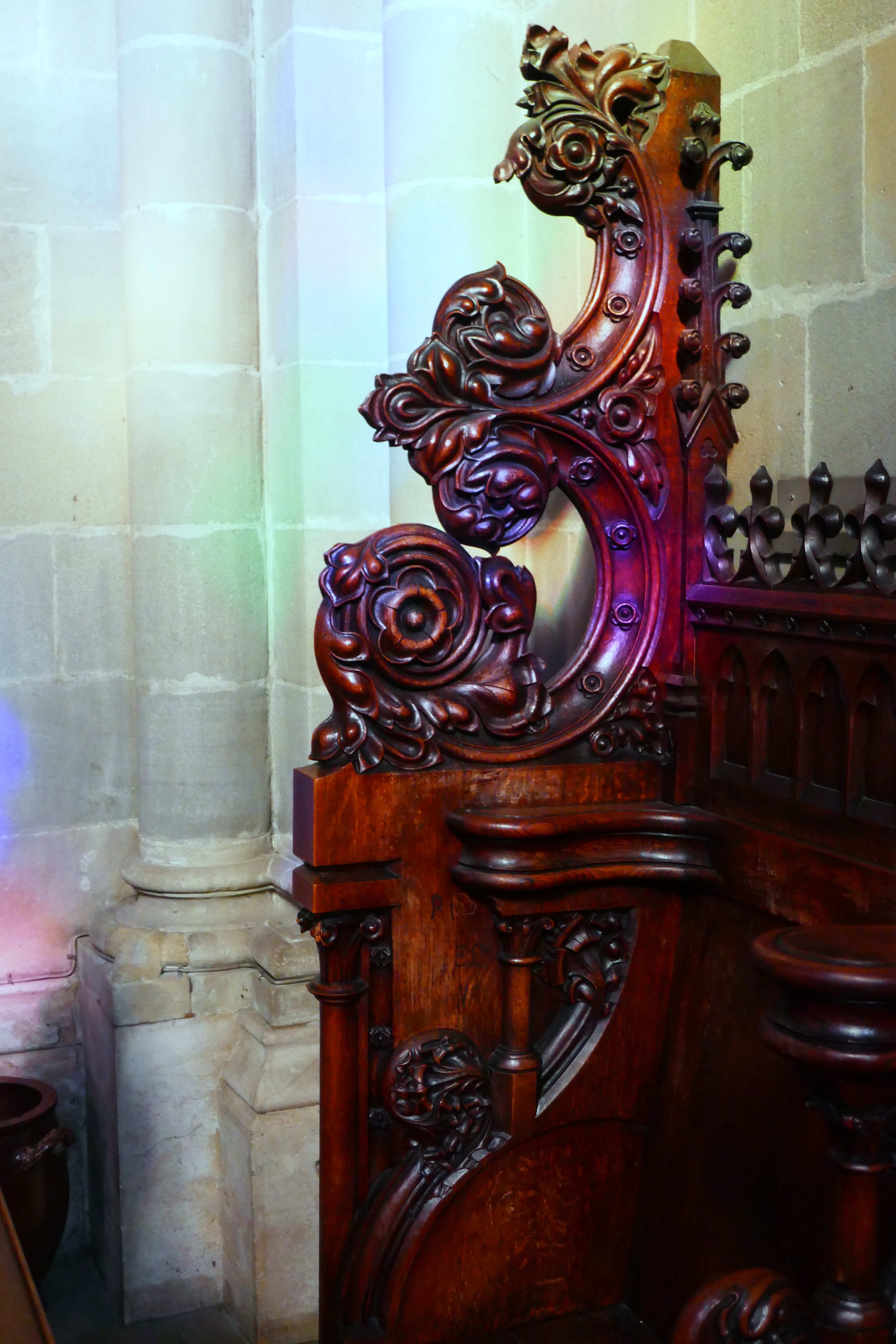
Stalles, détail
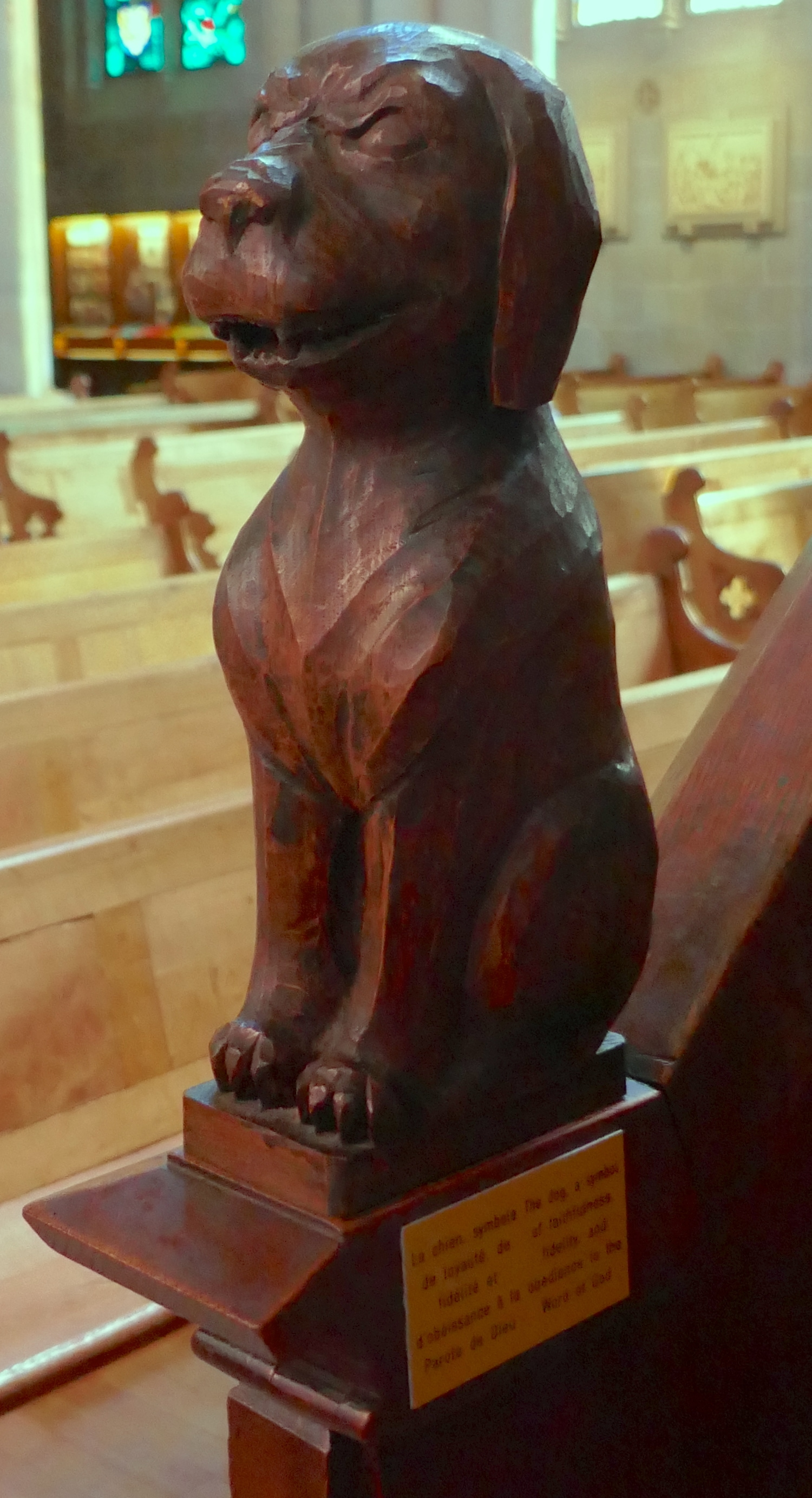
Chien, escalier de la chaire, réinstallé 2017

Sont particulièrement remarquables les vitraux de la basilique. Certains relèvent de la production semi-industrielle néogothique, mais la plupart témoignent de l'évolution de l'art du vitrail au cours du XXe siècle, dans des styles divers, après ceux de Claudius Lavergne (posés de 1857 à 1875). Dès 1912 ont successivement contribué à l'ornement de la basilique les artistes Alexandre Cingria, Maurice Denis, Charles Brunner, Gherri Moro, Théodore Strawinsky, Paul Monnier, Jean-Claude Morend. 

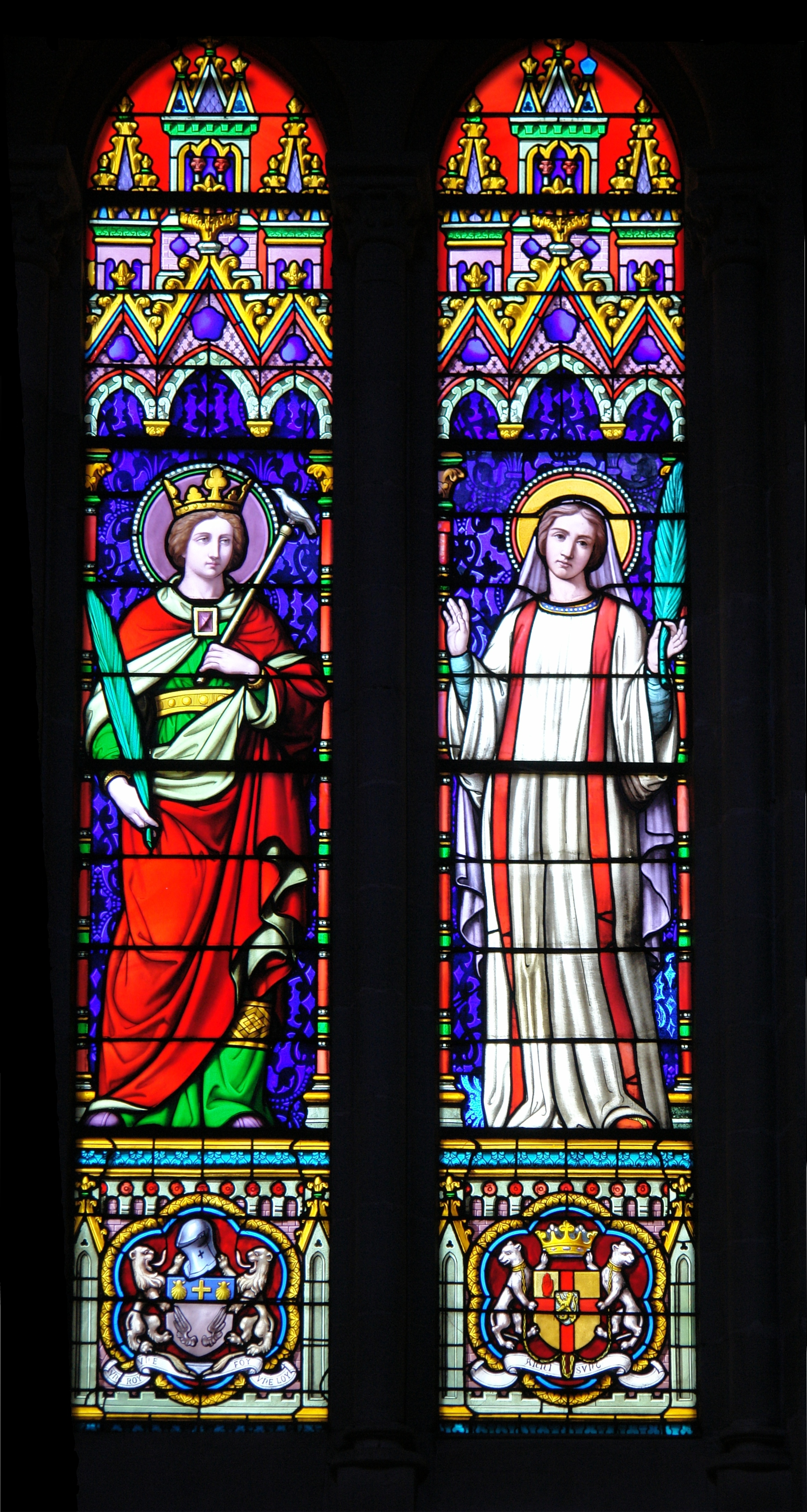
Saintes
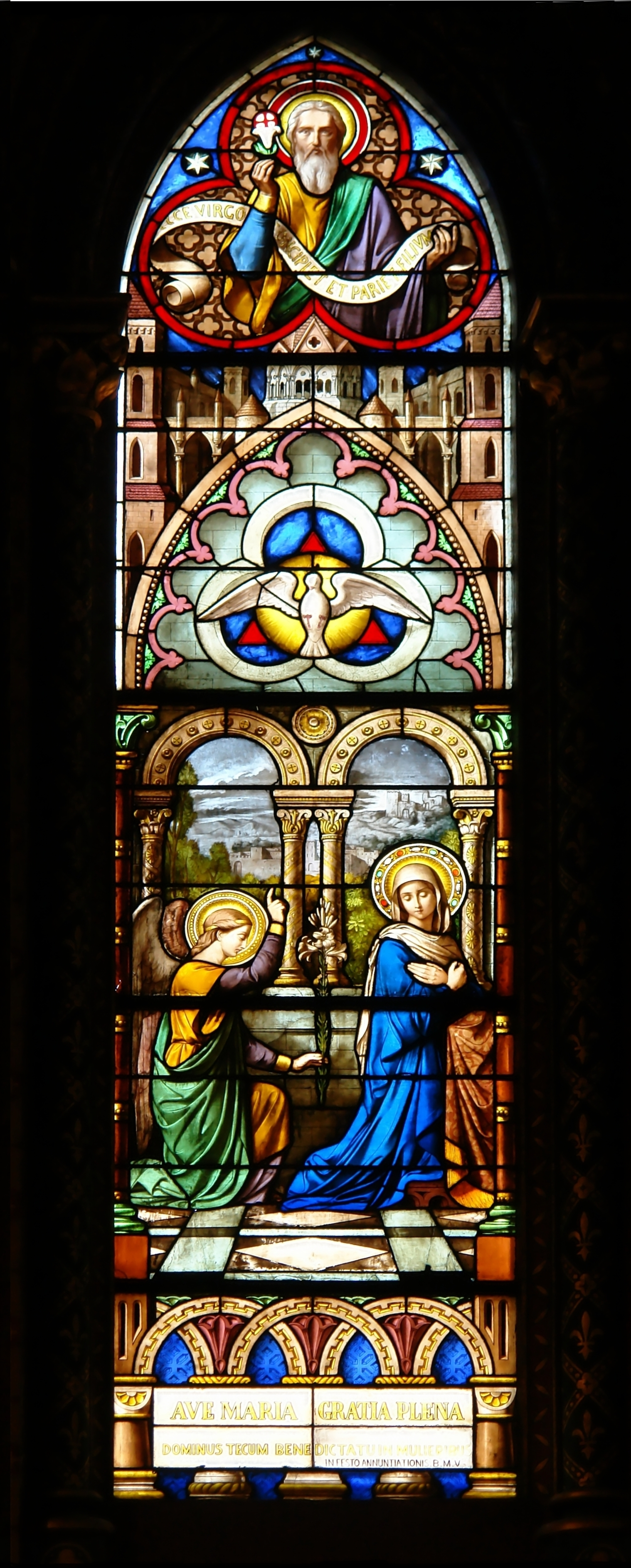
L'Annonciation
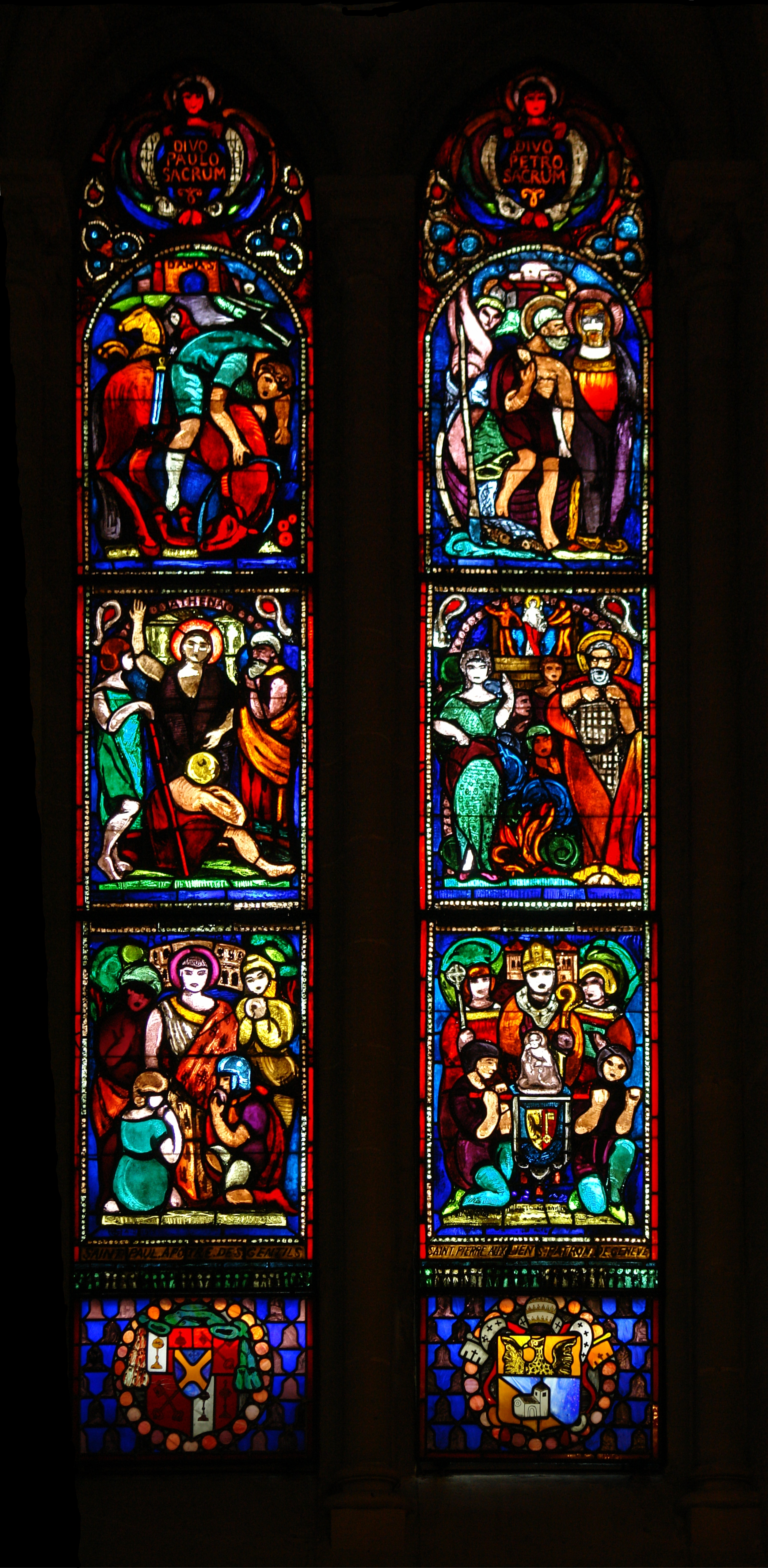
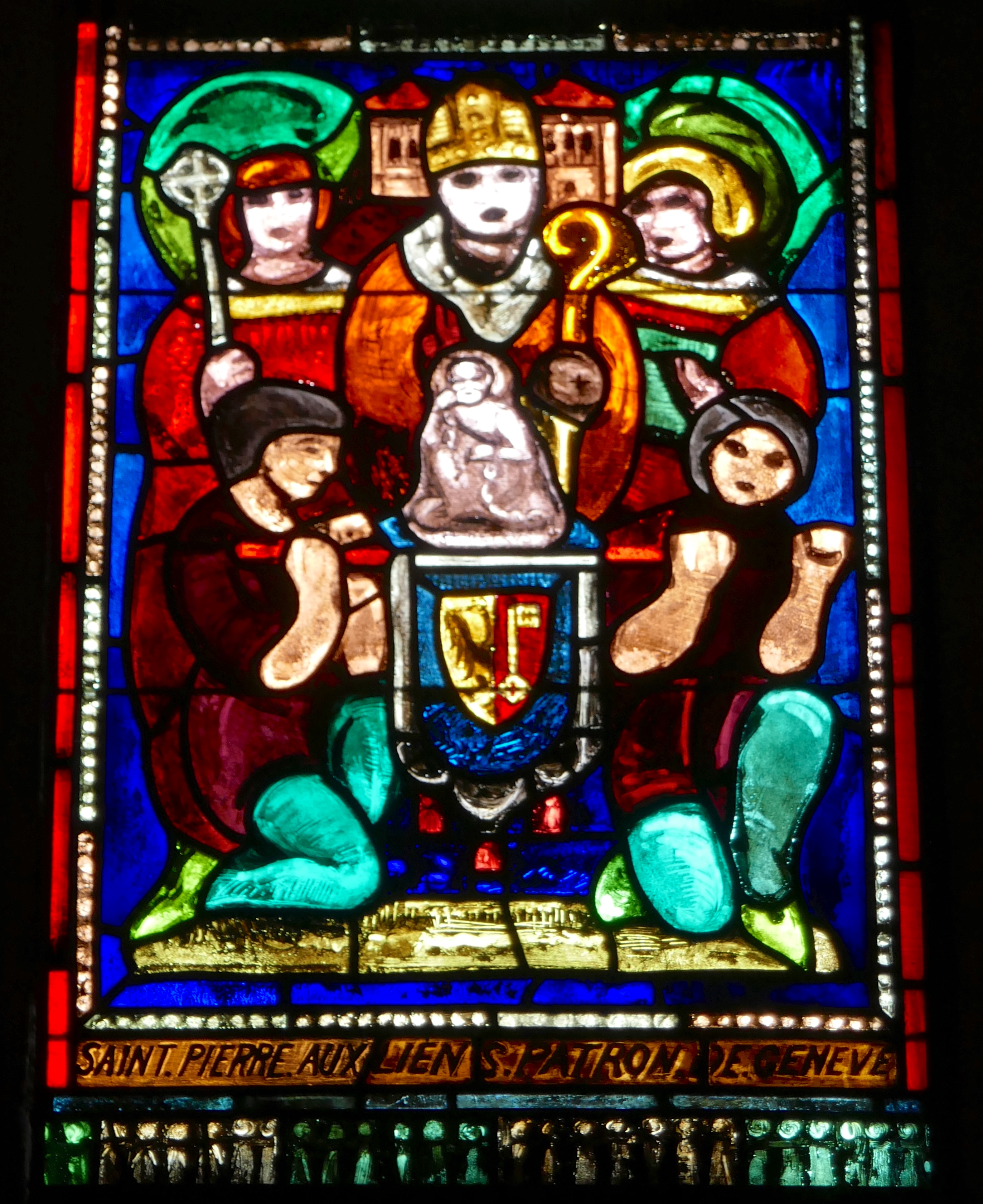
Cathédrale Saint-Pierre

Le bâtiment est classé comme bien culturel suisse d'importance nationale.

### Orgues
L'orgue a été construit en 1992 par la manufacture d'orgues de Saint-Martin, à Chézard-Saint-Martin. L'instrument compte 41 jeux sur trois claviers et pédale. 
| I Positif de Dos C–g3 |        |
| Salicional            | 08′    |
| Bourdon               | 08′    |
| Prestant              | 04′    |
| Flûte à cheminée 0    | 04′    |
| Nasard                | 02/3′  |
| Quarte                | 02′    |
| Tierce                | 013/5′ |
| Larigot               | 01/3′  |
| Cymbale IV            | 01′    |
| Cromorne              | 08′    |
| Tremblant             |        |

| II Grand Orgue C–g3 |       |
| Bourdon             | 16′   |
| Montre              | 08′   |
| Flûte harmonique 0  | 08′   |
| Flûte à cheminée    | 08′   |
| Prestant            | 04′   |
| Quinte              | 02/3′ |
| Doublette           | 02′   |
| Fourniture IV       | 01/3′ |
| Cymbale III         | 01/2′ |
| Cornet V            | 08′   |
| Trompette           | 08′   |
| Clairon             | 04′   |

| III Récit expressif C–g3 |     |
| Gambe                    | 08′ |
| Voix céleste             | 08′ |
| Flûte                    | 08′ |
| Flûte octaviante 0       | 04′ |
| Octavin                  | 02′ |
| Plein-Jeu III-IV         | 01′ |
| Basson                   | 16′ |
| Trompette                | 08′ |
| Basson-Hautbois          | 08′ |
| Voix humaine             | 08′ |
| Tremblant                |     |

| Pédalier C–g1 |        |
| Flûte         | 16′    |
| Soubasse      | 16′    |
| Quinte        | 102/3′ |
| Flûte         | 08′    |
| Violoncelle 0 | 08′    |
| Flûte         | 04′    |
| Bombarde      | 16′    |
| Trompette     | 08′    |
| Clairon       | 04′    |

## Galerie

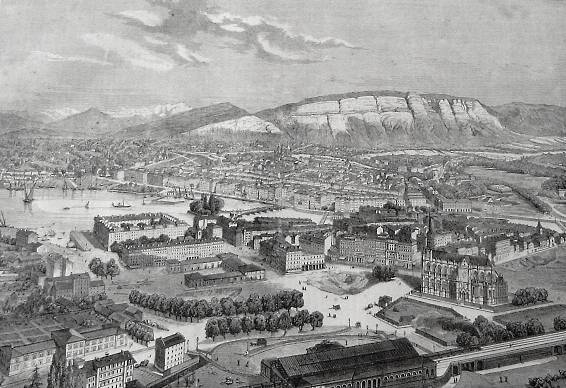
Dans la Genève de 1860 (en bas à droite)
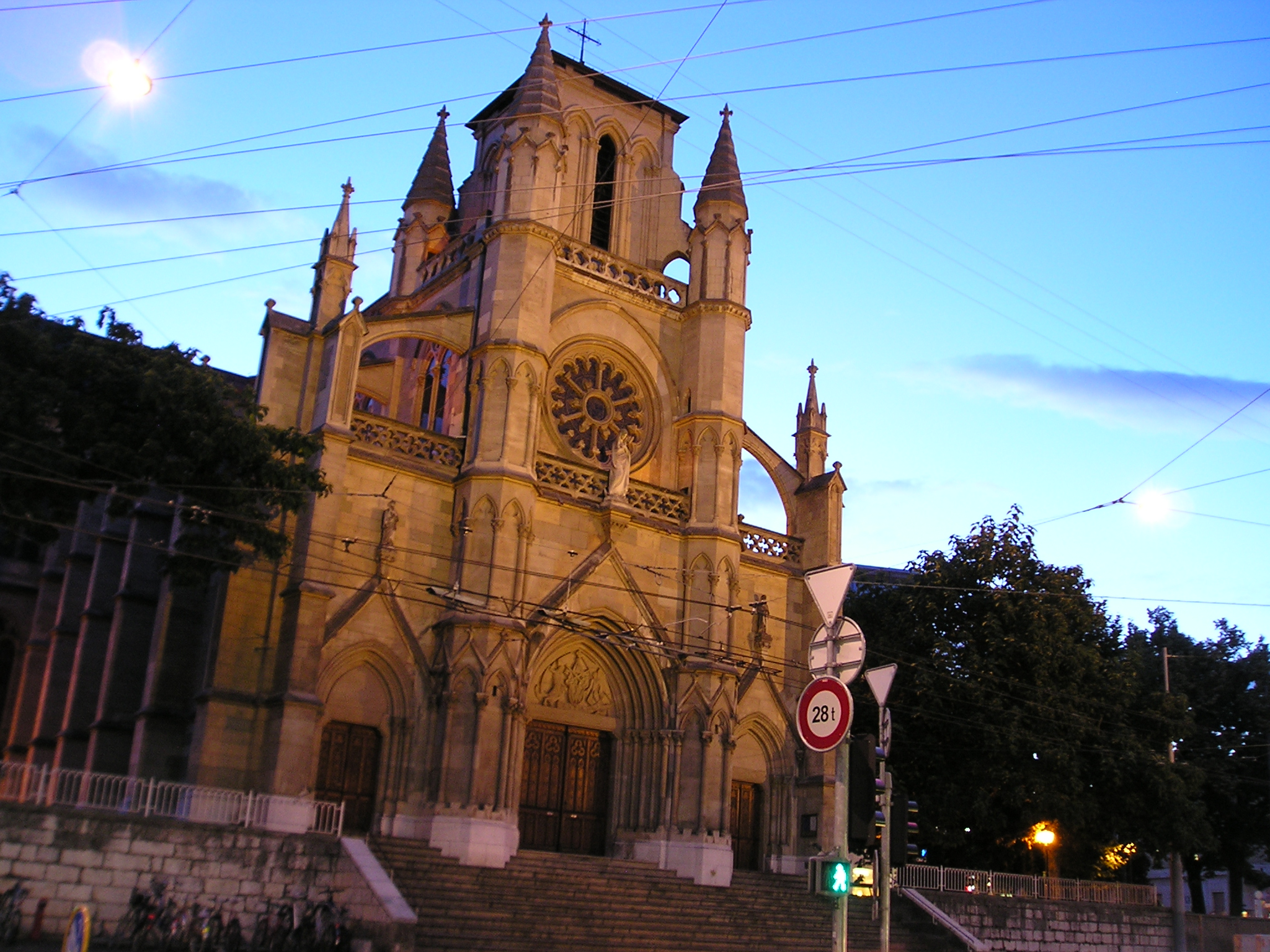
Façade
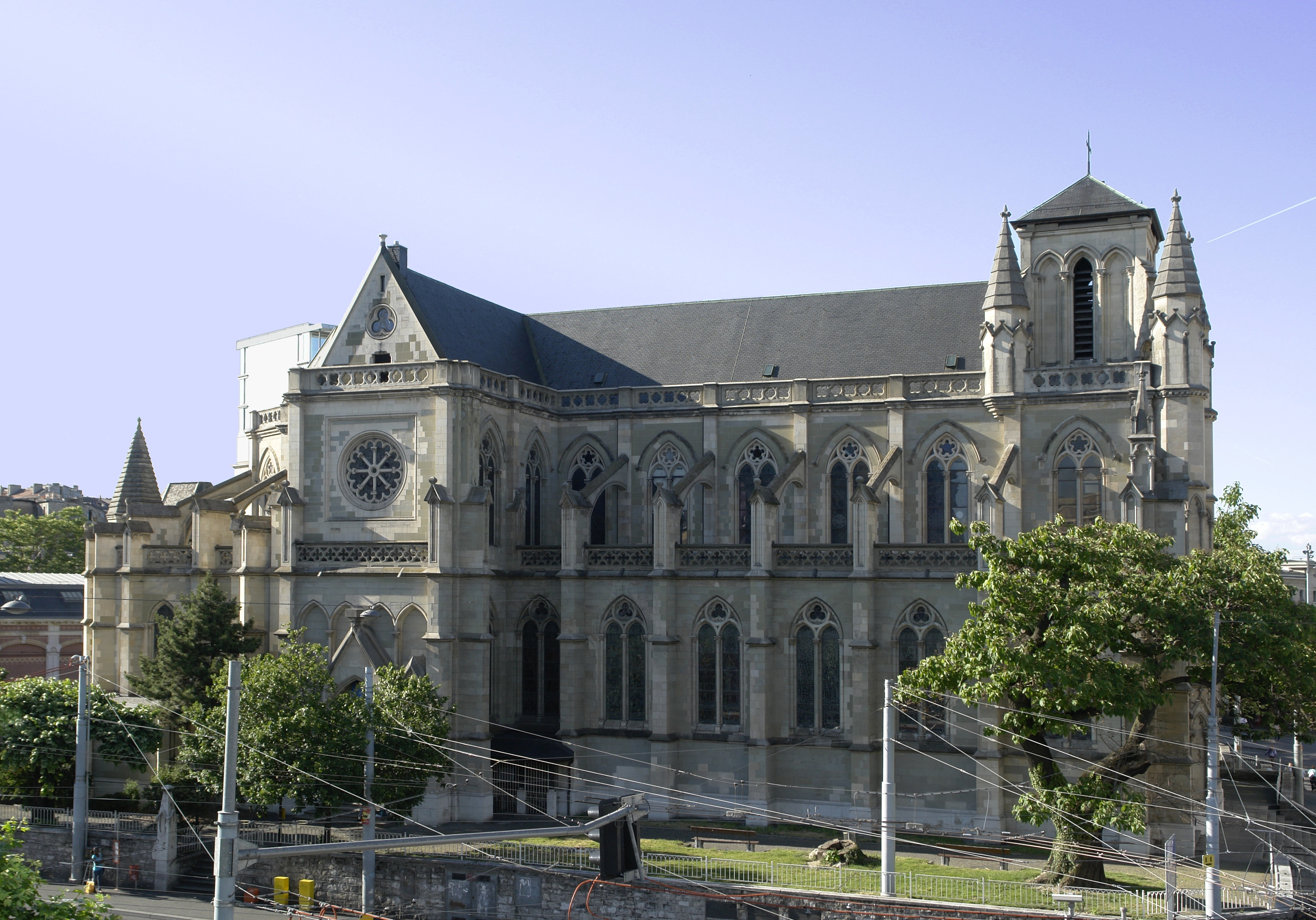
Côté place Lise-Girardin
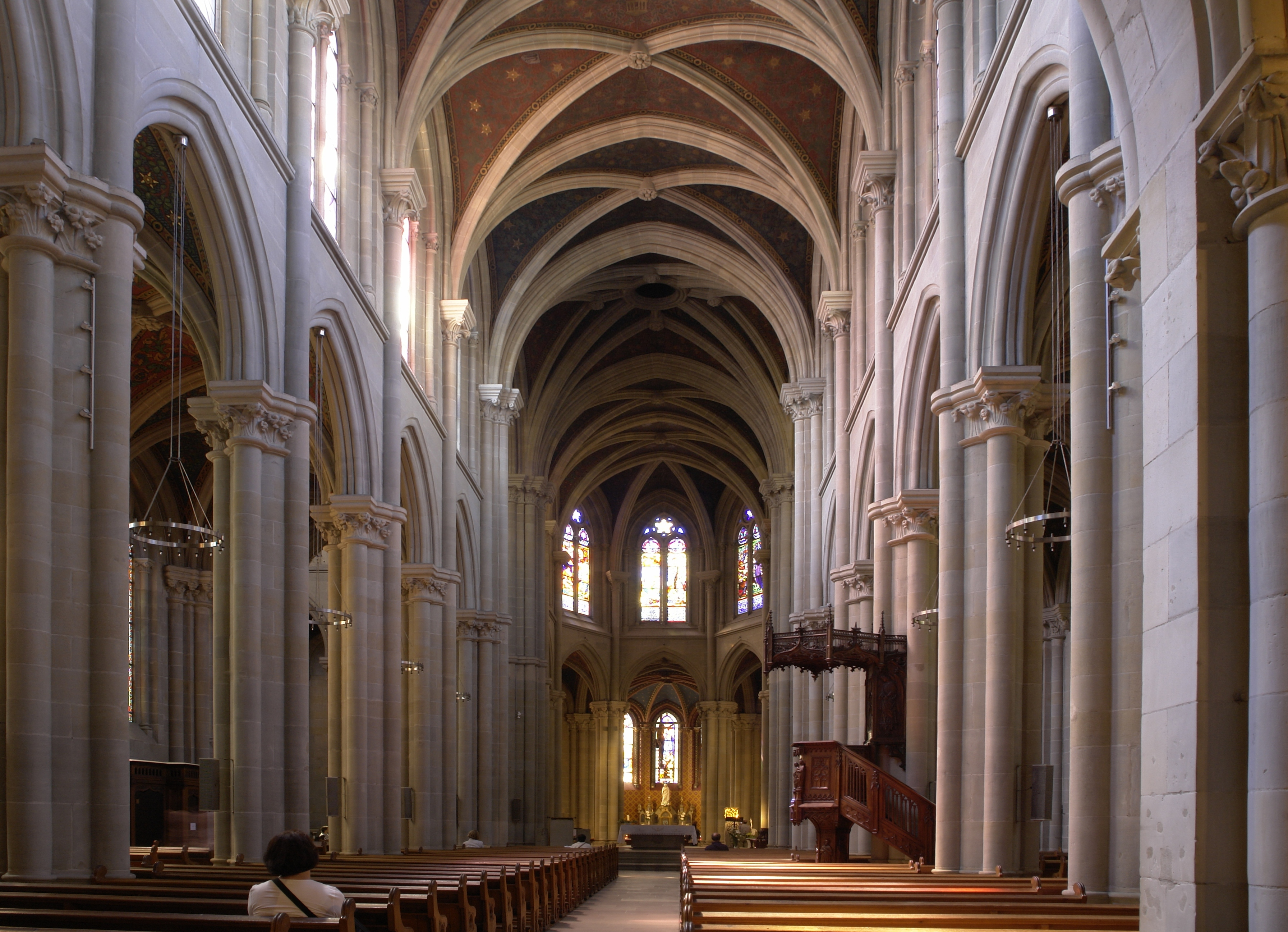
Nef
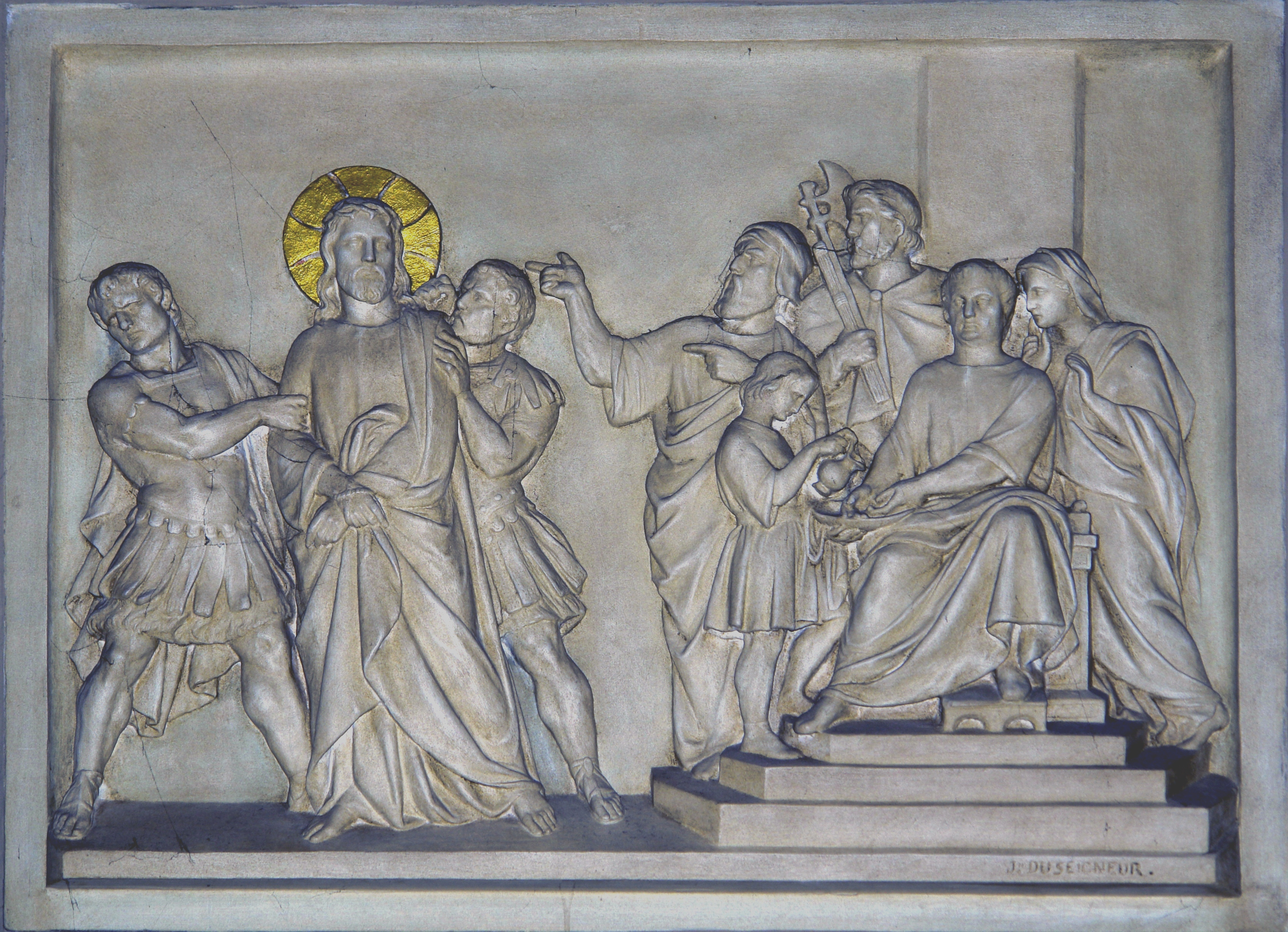
Chemin de croix 1

### Sources bibliographiques
- Catherine Courtiau, La Basilique Notre-Dame de Genève, Berne, Société d'histoire de l'art en Suisse, coll. « Guides d'art et d'histoire de la Suisse » (no 94/937-938), 2013, 80 p. (ISBN 978-3-03797-120-8)
- Armand Brulhart et Erica Deuber-Pauli, « Rive droite », dans Ville et canton de Genève, Berne, SHAS, coll. « Arts et monuments », 1993 (1re éd. 1985) (ISBN 9782825701263), p. 147-148
- Claude Lapaire, Notre-Dame de Genève, Genève, Paroisse Notre-Dame, 2000
- Anastazja Winiger-Labuda (coord.), « La basilique Notre-Dam », dans Genève, Saint-Gervais: du bourg au quartier, t. 2, Berne, SHAS, coll. « Les monuments d’art et d’histoire du canton de Genève », 2001 (ISBN 3906131017), p. 152-167
- Abbé Lany, Notre-Dame de Genève: notice, Genève, J. Duraford, libraire-éditeur, 1868, 97 p.
- Edmond Ganter, « Alexandre-Charles Grigny (1815-1867) architecte de l’église Notre-Dame de Genève », Genava : revue d'histoire de l'art et d'archéologie, Genève, t. 26,‎ 1978, p. 277-285 (DOI 10.5169/seals-728666)